# ERP Management
ERP Management – kurz für „Enterprise Resource Planning Management“ – ist eine deutschsprachige Fachzeitschrift, die vom Berliner GITO Verlag im Jahre 2005 eingeführt wurde. Das branchenübergreifende Fachmedium konzentriert sich auf den ERP-Bereich. Herausgeber ist Norbert Gronau, der den Lehrstuhl für Wirtschaftsinformatik, insbesondere Prozesse und Systeme, an der Universität Potsdam innehat und Wissenschaftlicher Direktor des Zentrums Industrie 4.0 Potsdam ist. ERP Management informiert über unternehmensweite Anwendungssysteme und über Auswahl, Einführung und Nutzung von ERP-Systemen sowie bei komplexen Softwareintegrationsthemen. Zu den Schwesterpublikationen gehören Fabriksoftware und Industrie 4.0 Management. ERP Management ist der Ausrichter des Wettbewerbs "ERP-System des Jahres", der seit 2007 jährlich vergeben wird.

## Print-Ausgaben
Das Printmedium erscheint sechsmal jährlich. Thematisch werden  Digitalisierung, ERP-Auswahl, -Einführung, -Betrieb, -Technologien bis hin zu CRM, Prozess- oder Datenmanagement abgedeckt. Die Fachzeitschrift setzt sich in erster Linie aus Fachbeiträgen von unabhängigen Experten zu den genannten Themen zusammen. Hinzu kommen Success Stories, die Aufschluss über die erfolgreiche Einführung eines bestimmten Anwendungssystems oder einer erfolgreichen Anwendung einer Beratungsmethode bei einem Kunden geben sollen. Weitere Textformate sind Unternehmens- und Chefportraits sowie Produktreports.
Jede Ausgabe enthält eine oder mehrere ERP-Marktstudien, der auf den Informationsbedarf von Unternehmen vor und in der Auswahlphase zugeschnitten ist. Dazu werden Marktübersichten vieler am deutschsprachigen Markt aktiven Anbieter und ihrer Systeme tabellarisch in den Bereichen Fertigung, Dienstleistung und Handel dargestellt. 
ERP Management erscheint im gesamten deutschsprachigen Raum. ERP Management ist Medienpartner nationaler Fachmessen.

## Online-Ausgaben
Seit 2005 wird der Content auch online zur Verfügung gestellt. Im Jahre 2013 wandelte sich der Internetauftritt zu einer Online-Fachzeitschrift (ca. 11.000 Besucher monatlich) mit sechs jährlich erscheinenden Ausgaben mit unterschiedlichen Schwerpunktthemen.
Im Jahre 2021 begann die internationale Ausrichtung der Zeitschrift.